# Yuzuho Shiokoshi
Yuzuho Shiokoshi (塩越 柚歩?, Shiokoshi Yuzuho; Kawagoe, 1º novembre 1997) è una calciatrice giapponese, centrocampista dell'Urawa Reds e della nazionale giapponese.

## Carriera

### Club
Shiokoshi si appassiona al calcio fin da giovanissima, iniziando a giocare dalle scuole elementari; quando era al suo sesto e ultimo anno, l'allenatore dei Boy Scouts le consigliò di fare un provino per unirsi alla squadra giovanile femminile delle Urawa Reds.
Entrata a far parte della società di Saitama dal 2010, dopo aver indossato la maglia delle giovanili dal marzo 2014, disputando nel contempo il campionato di prima divisione della divisione regionale Kantō, viene aggregata alla squadra titolare, senza venire impiegata in campionato ma marcando la sua prima presenza nell'edizione 2014 della Coppa dell'Imperatrice, trofeo che vede la sua squadra arrivare in finale, persa poi per 4-0 con le avversarie del Nippon TV Beleza.
Dopo un'altra stagione divisa tra campionato regionale e Coppa dell'Imperatrice 2015 (2 presenze), nel gennaio 2016 è stata annunciata la sua definitiva promozione in prima squadra, disputando da quella stagione tutti gli incontri di campionato, debuttando il 27 marzo all'Ajinomoto Field Nishigaoka nell'incontro casalingo con l'NTV Beleza e siglando la sua prima rete l'11 settembre al Konomiya Speranza Osaka-Takatsuki. Gioca inoltre tutte le partite sia nella Coppa di lega che in quella dell'Imperatrice.
Legata all'Urawa Reds anche per le successiva stagioni, festeggia assieme alle compagne il suo primo titolo di campionessa del Giappone al termine del campionato 2020. Nell'ottobre di quello stesso anno viene convocata per la prima volta al Nadeshiko Japan Candidate Training Camp e nel gennaio 2021, grazie alle prestazioni espresse nel precedente campionato, nel gennaio 2021, viene selezionata come parte delle Top 11 alla cerimonia dei premi della Nadeshiko League 2020.

### Nazionale
Shiokoshi viene convocata per la prima volta dalla Federcalcio giapponese per indossare, nel novembre 2016, la maglia della formazione Under-20 impegnata nel Mondiale di Papua Nuova Guinea 2016. Il tecnico Asako Takakura la impiega solo in un'occasione, il 13 novembre, nella prima delle tre partite del gruppo B vinta per 6-0 sulle pari età della Nigeria rilevando Miyabi Moriya al 72'. La sua nazionale ben si comporta nel torneo che, chiuso al primo posto la fase a gironi, supera per 3-1 il Brasile ma viene sconfitta ai tempi supplementari dalla Francia in semifinale. Tuttavia superando per 1-0 gli Stati Uniti nella finalina alla fine si aggiudica il 3º posto nel torneo, bissando l'allora migliore prestazione ottenuta nel Mondiale casalingo del 2012.
Per la prima convocazione nella nazionale maggiore deve attendere l'aprile 2021, quando Takakura, che ha nel frattempo assunto l'incarico di commissario tecnico, la inserisce in rosa per l'amichevole preolimpica con il Paraguay, tuttavia il debutto avviene due mesi più tardi, sempre in amichevole, scendendo titolare nell'incontro del 10 giugno sull'Ucraina durante il quale sigla una doppietta, aprendo le marcature e poi portando il parziale sul 4-0 nella vittoria per 8-0 prima della sua sostituzione.

## Statistiche

### Cronologia presenze e reti in nazionale
| Cronologia completa delle presenze e delle reti in nazionale ― Giappone | Cronologia completa delle presenze e delle reti in nazionale ― Giappone | Cronologia completa delle presenze e delle reti in nazionale ― Giappone | Cronologia completa delle presenze e delle reti in nazionale ― Giappone | Cronologia completa delle presenze e delle reti in nazionale ― Giappone | Cronologia completa delle presenze e delle reti in nazionale ― Giappone | Cronologia completa delle presenze e delle reti in nazionale ― Giappone | Cronologia completa delle presenze e delle reti in nazionale ― Giappone |
| Data                                                                    | Città                                                                   | In casa                                                                 | Risultato                                                               | Ospiti                                                                  | Competizione                                                            | Reti                                                                    | Note                                                                    |
| ----------------------------------------------------------------------- | ----------------------------------------------------------------------- | ----------------------------------------------------------------------- | ----------------------------------------------------------------------- | ----------------------------------------------------------------------- | ----------------------------------------------------------------------- | ----------------------------------------------------------------------- | ----------------------------------------------------------------------- |
| 10-6-2021                                                               | Hiroshima                                                               | Giappone                                                                | 8 – 0                                                                   | Ucraina                                                                 | Amichevole                                                              | 2                                                                       | 60’                                                                     |
| 13-6-2021                                                               | Utsunomiya                                                              | Giappone                                                                | 5 – 1                                                                   | Messico                                                                 | Amichevole                                                              | -                                                                       | 58’                                                                     |
| Totale                                                                  |                                                                         | Presenze                                                                | 2                                                                       |                                                                         | Reti                                                                    | 2                                                                       |                                                                         |

| Cronologia completa delle presenze e delle reti in nazionale ― Giappone under 20 | Cronologia completa delle presenze e delle reti in nazionale ― Giappone under 20 | Cronologia completa delle presenze e delle reti in nazionale ― Giappone under 20 | Cronologia completa delle presenze e delle reti in nazionale ― Giappone under 20 | Cronologia completa delle presenze e delle reti in nazionale ― Giappone under 20 | Cronologia completa delle presenze e delle reti in nazionale ― Giappone under 20 | Cronologia completa delle presenze e delle reti in nazionale ― Giappone under 20 | Cronologia completa delle presenze e delle reti in nazionale ― Giappone under 20 |
| Data                                                                             | Città                                                                            | In casa                                                                          | Risultato                                                                        | Ospiti                                                                           | Competizione                                                                     | Reti                                                                             | Note                                                                             |
| -------------------------------------------------------------------------------- | -------------------------------------------------------------------------------- | -------------------------------------------------------------------------------- | -------------------------------------------------------------------------------- | -------------------------------------------------------------------------------- | -------------------------------------------------------------------------------- | -------------------------------------------------------------------------------- | -------------------------------------------------------------------------------- |
| 13-11-2016                                                                       | Port Moresby                                                                     | Giappone under 20                                                                | 6 – 0                                                                            | Nigeria under 20                                                                 | Mondiali under 20 2016 - Fase a gironi                                           | -                                                                                | 72’                                                                              |
| Totale                                                                           |                                                                                  | Presenze                                                                         | 1                                                                                |                                                                                  | Reti                                                                             | 0                                                                                |                                                                                  |

## Palmarès

### Club
- Campionato giapponese: 1

Urawa Reds: 2020
- WE League Cup: 1

Urawa Reds: 2022-2023